# Nuova Società Televisiva Italiana
Nuova Società Televisiva Italiana S.r.l. (già Beta Television S.r.l e MTV Italia S.r.l.) è stata una holding italiana controllata da Sky Italia. Il settore d'attività è quello della televisione, essendo l'editore del canale televisivo TV8.

## Storia
La società fu fondata con il nome di Beta Television nel 1984 dal Gruppo Marcucci per gestire le attività del canale televisivo Videomusic.
Nel 1995 la società fu ceduta a Vittorio Cecchi Gori e al suo gruppo.
Nel 2000 Cecchi Gori, a causa di sopraggiunte difficoltà economiche, la cedette a sua volta alla Telecom Italia tramite la controllata Seat Pagine Gialle.
Nel 2001 Seat Pagine Gialle stipulò un accordo con la Viacom Networks Europe con il quale Beta Television acquisì il 100% della divisione italiana di MTV Networks. Contestualmente Viacom Networks Europe acquisì anche il 49% della Beta Television. In seguito a queste operazioni Beta Television cambiò nome in MTV Italia S.r.l. e la rete controllata TMC 2 lasciò il posto alla versione italiana di MTV.
Nel 2013 il gruppo Viacom, divenuto in seguito Viacom Italia, acquistò la restante quota di Telecom Italia Media, arrivando a controllare il 100% delle attività dell'allora MTV Italia S.r.l..
Il 31 luglio 2015 Sky Italia acquistò da Viacom Italia la società MTV Italia S.r.l. e il relativo LCN 8. Contestualmente il gruppo Viacom inaugurò il 1º agosto 2015 la nuova MTV Next, visibile solo su Sky. La titolarità del marchio MTV rimase di proprietà di Viacom; in base a ciò Viacom e Sky Italia mantennero rapporti di collaborazione per la diffusione sull'LCN 8 (cioè su MTV8) di produzioni del gruppo Viacom almeno fino al cambio del marchio di MTV8, avvenuto nel 2016.
In seguito a queste operazioni, infatti, la società MTV Italia S.r.l. cambiò denominazione in Nuova Società Televisiva Italiana, diventando, a partire dal 18 febbraio 2016, l'editore titolare del canale televisivo TV8 (già MTV8).
Il 4 agosto 2025, la società viene incorporata in Sky Italia

## Canali televisivi

### Attuali
| Logo   | Nome   | Data di lancio | Numerazione LCN    | Numerazione LCN | Numerazione LCN |
| Logo   | Nome   | Data di lancio | Digitale terrestre | Tivùsat         | Sky             |
| ------ | ------ | -------------- | ------------------ | --------------- | --------------- |
|        | TV8    | 1º agosto 2015 | No                 | No              |                 |
| TV8 HD | 8, 108 | 8, 108         | 125                |                 |                 |

La raccolta pubblicitaria del canale è gestita da Sky Media.

### Precedenti
In precedenza, come MTV Italia S.r.l. produceva anche questi canali televisivi, molti dei quali oggi sono passati sotto controllo diretto a Viacom International Media Networks Italia (oggi Paramount Global Italy):
| Logo              | Nome             | Inizio trasmissioni | Fine trasmissioni | Digitale terrestre | Sky |
| ----------------- | ---------------- | ------------------- | ----------------- | ------------------ | --- |
|                   | MTV              | 1º settembre 1997   | —                 | Si                 | Si  |
| MTV HD            | 16 ottobre 2013  | No                  | —                 |                    | Si  |
|                   | MTV Hits         | No                  | 28 agosto 2003    | 1º agosto 2015     | Si  |
|                   | MTV Brand New    | No                  | 14 settembre 2003 | 10 gennaio 2011    | Si  |
|                   | Nickelodeon      | No                  | 1º novembre 2004  | —                  | Si  |
| Nickelodeon +1    | 31 luglio 2009   | No                  |                   | —                  | Si  |
|                   | Paramount Comedy | No                  | 1º dicembre 2004  | 30 aprile 2007     | Si  |
|                   | Comedy Central   | No                  | 1º maggio 2007    | —                  | Si  |
| Comedy Central +1 | 31 luglio 2009   | No                  |                   | —                  | Si  |
|                   | MTV Classic      | No                  | 1º ottobre 2007   | 1º agosto 2015     | Si  |
|                   | MTV Pulse        | No                  | 1º ottobre 2007   | 10 gennaio 2011    | Si  |
|                   | Nick Jr.         | No                  | 31 luglio 2009    | —                  | Si  |
| Nick Jr. +1       | 31 luglio 2009   | No                  |                   | —                  | Si  |
|                   | MTV Music        | 17 maggio 2010      | Si                | —                  | Si  |

Sempre come MTV Italia S.r.l., era proprietaria di "360° Playmaker", società di produzione televisiva italiana e di Viacom Pubblicità & Brand Solutions, fino al 2014 "MTV Pubblicità S.r.l.", che si occupava della raccolta pubblicitaria degli altri canali di Viacom International Media Networks Italia.

## Telefonia mobile
L'azienda era anche proprietaria dell'operatore virtuale di telefonia mobile italiano MTV Mobile, dismesso nel giugno 2012.

## Controversie
La Commissione per i servizi e i prodotti, autorità dell'AgCom, riformò la delibera n. 192/16/CSP del 7 luglio 2016, nei confronti di NSTI, adottata per la violazione della disposizione normativa contenuta nell’art. 38, comma 2 del D.lgs. 177/2005 per il superamento del limite di affollamento pubblicitario orario consentito.

## Dati societari
- Codice fiscale: 01084070463
- Partita IVA: 05690981005